# Giving What We Can

A Giving What We Can  [Dar o Que Podemos] é uma organização que avalia instituições de caridade e que defende que as pessoas façam doações significativas (normalmente 10% do seu rendimento) para as causas e instituições de caridade mais custo-eficazes.  É um projecto do Centre for Effective Altruism.
Fundada pelo filósofo moral Dr. Toby Ord em Novembro de 2009, a Giving What We Can visa incentivar as pessoas a um compromisso de doação a longo prazo para as causas que proporcionam o alívio à pobreza mais custo-eficaz. A Giving What We Can realiza uma ampla pesquisa sobre a eficácia relativa das instituições de caridade e fornece uma lista daquelas que recomenda mais vivamente. Actualmente inclui instituições de caridade que trabalham no tratamento de doenças tropicais negligenciadas (DTNs), da tuberculose e da malária.

## História

### O início
A Giving What We Can foi fundada como uma organização de doações em 2009, por Toby Ord (um pesquisador de ética na Universidade de Oxford) e a sua esposa Bernadette Young (uma médica) com o objectivo de incentivar as pessoas a dar uma fracção maior do seu rendimento numa base regular para aliviar a pobreza no mundo. Ord citou o ensaio de Peter Singer, Fome, Riqueza e Moralidade, sobre o dever moral para dar aos pobres como inspiração para iniciar a Giving What We Can. No início, os membros da Giving What We Can comprometeram-se a dar pelo menos 10% do seu rendimento vitalício para o alívio da pobreza. O próprio Ord pretende doar 10% do seu salário ao longo da sua vida e tudo acima de cerca de 28 000 dólares por ano, o salário médio depois dos impostos no Reino Unido.

## Metodologia

### Ênfase na eficácia
A Giving What We Can afirma que há uma enorme variação entre a eficácia das instituições de caridade ao ajudar os pobres, e recomendam a doação apenas às melhores instituições de caridade que recomendam, a fim de maximizar o benefício das suas doações. A Giving What We Can centra-se na eficácia em termos de anos de vida ajustados pela qualidade (QALY).

### Abordagem de cima para baixo: começar pelas causas, depois pelas sub-causas e em seguida as instituições de caridade específicas
De acordo com o site da Giving What We Can, a diferença na relação custo-eficácia das instituições de caridade resulta essencialmente devido à diferença da natureza das causas em que operam as instituições de caridade. Por esta razão, a Giving What We Can concentra-se principalmente em instituições de caridade que trabalham nas áreas que a Giving What We Can considera as mais propensas a ter um alto impacto. Segundo o seu site: 
Portanto, acreditamos que a avaliação de instituições de caridade deve começar com o panorama geral, comparando diferentes áreas, tais como a saúde, a educação e a ajuda de emergência para determinar quais delas são as mais promissoras. Depois disso, pode-se comparar sub-áreas mais promissoras (como a malária ou o tratamento do HIV/SIDA, no âmbito da saúde) e depois os programas disponíveis nas sub-áreas (como mosquiteiros e antimaláricos, para a malária).Finalmente, comparar instituições de caridade particulares que realizam os melhores programas (como a Against Malaria Foundation).

### Formas como diferem de outras avaliadoras de instituições de caridade
De acordo com o site da Giving What We Can, eles diferenciam-se das outras avaliadoras de instituições de caridade em termos da importância que dão a indicadores como as despesas administrativas gerais. Enquanto avaliadoras de instituições de caridade como a Charity Navigator usam a fracção de doações gasta nas despesas do programa em contraste com as despesas administrativas gerais como um importante indicador, a Giving What We Can centra-se na relação de ano de vida ajustado pela qualidade com a unidade de dinheiro. A posição da Giving What We Can sobre este assunto é semelhante à de algumas outras avaliadoras de instituições de caridade como a GiveWell.

### QALYs e DALYs
A Giving What We Can concentra-se em anos de vida ajustados por incapacidade (DALYs). Estes são semelhantes aos anos de vida ajustado pela qualidade (QALYs) com algumas pequenas diferenças nos métodos de contabilidade.

### Ênfase no valor esperado
A Giving What We Can usa o enquadramento do valor esperado (ou da utilidade esperada) quando avalia e compara instituições de caridade.

### Ênfase no espaço para mais financiamento
A Giving What We Can centra-se na questão do espaço para mais financiamento: o que poderá alcançar doações adicionais  a uma instituição de caridade? A este respeito, é semelhante à avaliadora de instituições de caridade GiveWell.

## Operações

### Identificação das causas candidatas e das instituições de caridade candidatas
Como mencionado na secção de metodologia, a Giving What We Can usa uma abordagem de cima para baixo na avaliação de instituições de caridade: começa por identificar as causas mais promissoras, em seguida identifica as sub-causas mais promissores dentro dessas causas e depois identifica as melhores instituições de caridade dentro dessas sub-causas.
A Giving What We Can usa as seguintes fontes para ajudar a identificar as melhores causas e instituições de caridade: a pesquisa da Abdul Latif Jameel Poverty Action Lab, o relatório da Disease Control Priorities in Developing Countries (DCP2) publicado pela Disease Control Priorities in Developing Countries, o guia WHO-CHOICE, publicado pela Organização Mundial de Saúde e o trabalho da avaliadora de instituições de caridade GiveWell. Além disso, a Giving What We Can conduz activamente as suas próprias investigações.

### Avaliações de Instituições de Caridade
A Giving What We Can publica avaliações detalhadas e estudos de caso sobre as instituições de caridade que recomenda com classificação superior e também publica análises e avaliações de várias causas. Os exemplos incluem as suas avaliações da Against Malaria Foundation, e o seu estudo de caso da Schistosomiasis Control Initiative.

### Outras actividades
A Giving What We Can mantém um blogue activo em que se discutem as suas investigações em curso, bem como as últimas notícias e desenvolvimentos.

## As melhores instituições de caridade
Até Maio de 2013, a GWWC tinha três instituições de caridade seleccionadas como as melhores, todas operando no domínio da saúde global: a Against Malaria Foundation (mosquiteiros anti-malária),a Schistosomiasis Control Initiative e a Deworm the World Initiative. Em 16 de Maio de 2013, a GWWC anunciou a adição de uma quarta instituição de caridade, a Project Healthy Children (centrada na fortificação de alimentos) e também reestruturou a sua lista das melhores instituições de caridade: rotulou a AMF e SCI como organizações estabelecidas e rotulou a DtWI e a PHC como organizações promissores. A lista foi reafirmada em Dezembro de 2014, em preparação para a época de doações de 2014. Em Novembro de 2015, continua a ser lista oficial da GWWC das melhores instituições de caridade.

## Compromissos

### Compromisso de doação (versão original)
Em Novembro de 2009, o fundador da Giving What We Can, o Dr. Toby Ord, recebeu significativa atenção dos média quando assumiu um compromisso pessoal de doar pelo menos 10% do seu rendimento para o resto da sua vida de trabalho para combater a pobreza.
Ord fundou a Giving What We Can como uma sociedade de doadores com ideais semelhantes que compartilham o seu compromisso com a luta contra a pobreza através de doações ao longo da vida. Assim, todos os membros da Giving What We Can assumem um compromisso público para doarem pelo menos 10% do seu rendimento a cada ano até se aposentarem. O Compromisso de Doação pode ser feito no padrão dos 10%, ou numa percentagem mais elevada.
Os propósitos do compromisso são:
- Estabelecer um estilo de vida que acomoda um alto nível de doações à caridade, garantindo que as doações individuais são gerenciáveis e sustentáveis, embora sejam suficientes para fazer uma diferença significativa
- Fazer um compromisso pessoal e público para manter este nível de doação
- Demonstrar publicamente o apoio à luta contra a pobreza, utilizando os meios mais eficazes

### O Compromisso Adicional
Alegando que poderia viver perfeitamente confortável e feliz dentro dos limites de um rendimento anual de 20 000 Libras, Ord, adicionalmente, decidiu assumir o compromisso de doar qualquer montante que ganhe por ano acima desse valor.[carece de fontes?] Isto é o que a Giving What We Can chama um "Compromisso Adicional": o membro define um rendimento anual de base do qual pretende viver, e acima do qual doarão tudo o que ganharem.

### Alterações à redacção do Compromisso da Giving What We Can
Em Outubro de 2014, Michelle Hutchinson, Directora-executiva da Giving What We Can, solicitou comentários sobre uma proposta de alteração ao compromisso da Giving What We Can. Enquanto a promessa original se centrava em doar agora e com o objectivo de combater a pobreza global entre os seres humanos, a promessa reformulada era mais aberta tanto sobre o calendário das doações como do conjunto de causas ao qual se poderia direccionar. Esta mudança foi proposta como reconhecimento do crescente nível de interesse entre quem potencialmente poderia assumir o compromisso GWWC na comunidade do altruísmo eficaz em áreas como o bem-estar animal e os riscos existenciais, que não estariam directamente relacionados com a pobreza global, mas poderiam plausivelmente ter maior importância. A própria investigação e defesa de causas da GWWC continuaria a concentrar-se na pobreza global. Depois de receber uma resposta geral positiva sobre a mudança de redacção, a GWWC alterou a redacção em Novembro de 2014.

## Membros notáveis
- Toby Ord
- Peter Singer
- Thomas Pogge
- Adam Swift
- Michael Kremer
- Rachel Glennerster
- Jonathan Blow
- Janet Radcliffe Richards
- Derek Parfit
- Amelia Cinza

## Grupos
A 2 de Dezembro de 2010, o primeiro grupo dos EUA foi oficialmente iniciado na Universidade de Rutgers. Peter Singer falou no evento de lançamento para uma multidão de cerca de 600 participantes (vídeo). A 2 de Março de 2011, Toby Ord falou na Rutgers University (vídeo).
A 11 de Abril de 2011, o segundo grupo dos EUA foi oficialmente iniciado na Universidade de Princeton.  Jeffrey Sachs gravou uma mensagem pública aplaudindo as actividades da Giving What We Can (vídeo).
A Universidade de Oxford tem um grupo.
A Universidade da Pensilvânia também tem um grupo.

## Crítica
A organização de comparação de instituições de caridade GiveWell tem criticado o uso de DALYs para comparar instituições de caridade e, mais especificamente, a alta consideração que essas estimativas dão às doenças tropicais negligenciadas; após cada artigo há uma discussão entre Holden Karnofsky da Givewell e Will MacAskill da Giving What We Can.
Um artigo de debate no Ceasefire Magazine, entre um representante da GWWC e um crítico, continha uma série de críticas à instituição. As críticas centravam-se no que foi descrito como "a vacuidade de pagar a outros para impulsionar uma mudança estrutural", que "é retumbante e fundamentalmente uma luta colectiva equivocada", e um método alternativo foi postulado: "mobilizações colectivas sustentadas contra as estruturas e relações sociais do capitalismo que fomentam a pobreza global."

### Outras avaliadoras de instituições de caridade
Recursos que avaliam instituições de caridade com outros critérios.
- GreatNonprofits
- Philanthropedia
- Charity Navigator
- GuideStar

## Cobertura dos média
A Giving What We Can foi referida por vários meios de comunicação de todo o mundo.
Estados Unidos: Wall Street Journal , o New York Times , a National Public Radio, e a NBC News.
Reino Unido: o The Guardian . a BBC News, o The Sunday Times, a Sky News, e o New Statesman .
Outros países: o Canberra Times e a Euromoney.